# 1880

## Esdeveniments
Països Catalans
- 23 de març, Barcelona: Estrena al Teatre Romea, d'El forn del rei, drama en tres actes i en vers, original de Frederic Soler.[1]
- 27 de juny, Barcelona: Inauguració de la seu social del Centre Catòlic de Sants, amb la constitució d'una companyia de teatre estable.[2]
- 10 de juliol: es publica el primer número de la revista La Ilustració Catalana, primera revista gràfica en català, amb l'objectiu de donar a conèixer el moviment artístic, literari i científic de Catalunya.[3]
- Primer Congrés Catalanista - Presidit per Valentí Almirall.
- Es funda l'Acadèmia de Belles Arts de Sabadell.

Resta del món
- 1 de gener - Panamà: hi comencen les feines per a la construcció del canal.
- 21 de desembre - l'illa de Man (el Regne Unit): s'hi reconeix el sufragi femení: serà el primer lloc del món.
- Weismann descobrí que les cèl·lules actuals comparteixen una semblança estructural i molecular amb cèl·lules de temps remots.
- Cuba: abolició de l'esclavitud.

## Naixements
Països Catalans
- 29 de febrer - Barcelona: Josep Maria Folch i Torres, escriptor català (m. 1950).[4]
- 19 de març - Santa Coloma de Queralt, Conca de Barberà: José Nogué Massó, pintor català (m. 1973).
- 29 d'abril - Vilanova i la Geltrú, Magí Marcé i Segarra, polític català i alcalde de Sabadell.
- 6 de juny - Barcelona: Joan Llongueras i Badia, músic, pedagog de la música i poeta català.[5]
- 15 de juny - València: Miracle Andreu i Boigues, una de les primeres metgesses catalanes, ginecòloga i pediatra (m. 1945).[6]
- 10 de juliol - Barcelona: Francesc Layret i Foix, polític i advocat.
- 31 de juliol - València (l'Horta): Manuel Penella Moreno, compositor valencià de sarsueles (m. 1939).
- 14 d'agost - La Vall de Bianya: Josep Baburés i Grabulosa, sacerdot escolapi i meteoròleg català.
- 16 d'agost - Girona: Rafael Masó i Valentí, arquitecte noucentista, poeta i polític gironí.
- 28 d'agost - Alcoi: Lola Vitoria Tarruella, compositora i escriptora teatral valenciana (m. 1952).[7]
- 28 de setembre - Barcelona: Carles Casagemas i Coll, pintor català (m. 1901).
- 30 de setembre - El Prat de Llobregat: Francesc Gallart i Monés, digestòleg català (m. 1960).[8]
- 4 d'octubre - Santa Margalida, Mallorca: Joan March Ordinas, el banquer de Franco, contrabandista, polític i financer mallorquí (m. 1962).[9]
- 20 de novembre - Tarragona: Ricard Opisso i Sala, dibuixant i caricaturista català (m. 1966).
- 22 de novembre - Sabadell (el Vallès Occidental): Josep Renom i Costa, arquitecte.

Resta del món
- 10 de gener - Alcalá de Henares (Madrid): Manuel Azaña, polític, escriptor i president de la Segona República Espanyola (m. 1940).
- 26 de gener - Little Rock (Arkansas, EUA): Douglas MacArthur, militar estatunidenc (m. 1964).
- 2 de febrer - Atenes: Euphrosine Paspati, tennista grega que va competir a començaments del segle xx (m. 1935).[10]
- 9 de març - Częstochowa: Sonia Lewitska, pintora i gravadora francesa d'origen polonès i ucraïnes (m. 1937).[11]
- 22 de març: Kuniaki Koiso, primer ministre del Japó (m. 1950).
- 30 de març: Seán O'Casey, escriptor irlandès (m. 1964).
- 10 d'abril - Boston, Connecticut,(EUA): Frances Perkins, sociòloga i política estatunidenca (m. 1965)[12]
- 6 de maig: Aschaffenburg, Baixa Francònia: Ernst Ludwig Kirchner, pintor expressionista alemany. (m. 1938).
- 20 de maig, La Corunya: Celia Brañas, científica gallega pionera. (m. 1948).[13]
- 30 de maig, Madrid (Espanya): Joaquín Fanjul Goñi, militar d'infanteria i advocat espanyol. Veterà de les campanyes de Cuba i Marroc (m. 1936).[14]
- 6 de juny, Dublín (Irlanda): William T. Cosgrave, polític irlandès, president del Consell Executiu de l'Estat Lliure d'Irlanda del 1922 al 1932 (m. 1965).[12]
- 10 de juny, Nagykároly, Romania: Margit Kaffka, escriptora i poeta hongaresa (m. 1918).[15]
- 11 de juny, Missoula, Montana (EUA): Jeanette Rankin, política estatunidenca, primera dona triada a la Cambra de Representants dels Estats Units (m. 1973)[12]
- 4 de juliol, Radviliškis, Lituània: Elena Laumenskienė, pianista, professora i compositora lituana (m. 1960).[16]
- 8 d'agost: Earle Page, primer ministre d'Austràlia (m. 1961).
- 12 d'agost, Dorset, Anglaterra: Radclyffe Hall, poeta i novel·lista anglesa (m. 1943).[17]
- 15 d'agost, Hamburg: Anna Rüling, periodista, de les primeres activistes en favor dels drets de les dones lesbianes (m. 1953).[18]
- 12 de setembre, Baltimore, Maryland (EUA): H. L. Mencken escriptor estatunidenc (m. 1956).[19]
- 3 d'octubre: Emilio Portes Gil, president del Mèxic (m. 1978).
- 15 d'octubre, Edimburg: Marie Stopes, eugenecista escocesa, pionera de la contracepció.[20]
- 17 d'octubre, Pennsilvània: John Barnes Wells, compositor i cantant de jazz.
- 1 de desembre, París: Germaine Gargallo, model pictòrica de molts artistes (m. 1948).[21]

## Necrològiques
Països Catalans
- 7 de març- València: Vicent Boix i Ricarte, escriptor en català i en castellà i historiador valencià.
- Mataró: Jaume Isern i Colomer, organista, pedagog i compositor mataroní.

Resta del món
- 15 de febrer, Washington DC: Constantino Brumidi, pintor
- 3 d'abril, Varsòvia, Polònia: Felicita von Vestvali, cantant i actriu dramàtica alemanya.[22]
- 8 de maig, Croisset, França: Gustave Flaubert, escriptor francès (n. 1821).[23]
- 9 de juliol, París, França: Paul Broca, metge, anatomista i antropòleg francès (n. 1824).[24]
- 15 d'agost, Madrid, Espanya: Matilde Cherner, escriptora.
- 5 d'octubre, París, França: Jacques Offenbach, m[25]úsic francès d'origen alemany
- 11 de novembre, Filadèlfia, Pennsilvània: Lucretia Mott, pionera dins del moviment feminista i abolicionista (n. 1793).[26]
- 20 de novembre, Göteborg: Carl Israel Sandström, organista, professor i compositor suec
- 22 de desembre, Nuneaton, Warwickshire (Anglaterra): George Eliot, fou una novel·lista, periodista i traductora anglesa (n. 1819).